# Marianne Fredriksson
Marianne Fredriksson (Gotemburgo, 28 de Março de 1927 - Österskär (Estocolmo), 11 de Fevereiro de 2007), foi uma escritora sueca conhecida internacionalmente.
Marianne Fredriksson nasceu Marianne Persson. Antes de se tornar romancista, foi jornalista em vários jornais e revistas suecos, incluindo o "Goteborgs-Tidningen" e o "Svenska Dagbladet". O seu trabalho nesta área valeu-lhe o Stora Journalist-priset, o equivalente sueco ao prémio Pulitzer do jornalismo.
Em 1980, em consequência de uma crise pessoal, iniciou uma tardia mas bem sucedida carreira como escritora, que lhe valeu importantes distinções literárias nacionais e estrangeiras.
Fredriksson publicou 17 romances. Todos eles foram traduzidas para inglês, alemão e outras línguas, num total de 47 idiomas. O tema central da sua escrita é a amizade  porque, segundo ela defende, "a amizade será mais importante que o amor" no futuro. Nos seus primeiros livros, a autora tratou temas bíblicos, passando em seguida para as sagas familiares, sem esquecer questões como a violência contra as mulheres. O último dos 17 romances que escreveu, «Ondskans leende», foi publicado em 2006.
«A Suécia perdeu uma escritora que com os seus livros conseguiu seduzir os leitores de uma forma única, algo que não apenas muitos suecos mas também muitos estrangeiros apreciaram», disse num comunicado o primeiro-ministro sueco, Fredrik Reinfeldt.
Marianne Fredriksson faleceu de morte súbita, aos 79 anos, na sua residência em Osterskar, nos arredores de Estocolmo.

### Ficção
- "Ondskans leende", 2006.
- "Den Som Vandrar om Natten", 2003.
- Querida filha ou Mãe e Filha (em Portugal) - no original "Älskade barn", 2001.
- "Paradisets Barn" 2000.
- Jesus e Maria Madalena - no original "Enligt Maria Magdalena" (), 1999.
- Duas mulheres, Um Destino - no original "Flyttfåglar", 1999.
- As filhas de Hanna - no original "Anna, Hanna och Johanna", 1994.
- "Blindgång", 1994.
- As visões de Simão - no original "Simon och ekarna", 1991.
- "Gåtan", 1990.
- "Noreas Saga", 1986.
- "Kains bok", 1981.
- "Evas bok", 1980.

### Não-ficção
- "På Akacians Villkor", escrita com o arquitecto Bengt Warne.
- "De Elva Sammansvurna", 1997, escrita com a filha Ann Fredriksson.
- "Om Kvinnor Vore Kloka Skulle Världen Stanna", 1995.